# Katja Martínez
Katja Martínez de La Presa, née le 24 juillet 1995, est une chanteuse argentine,,,. Depuis mars 2016, elle joue dans la série télévisée de Disney Channel Soy Luna. Elle joue le rôle de Jazmín Carbajal, la meilleure amie de Ámbre Smith et de Delfina Alzamendi. 
Elle interprète la chanson "Fush, Te Vas !"